# Iván Domínguez
Iván Domínguez (Havana, 28 mei 1976) is een Cubaans voormalig wielrenner.

## Belangrijkste overwinningen
2001
- 1e en 5e etappe Ronde van Toona

2003
- 1e etappe deel B Ronde van Connecticut
- 1e, 6e, 8e en 9e etappe Ronde van Sinaloa

2004
- 3e etappe Redlands Bicycle Classic
- 3e etappe Ronde van Connecticut
- 1e etappe Ronde van Beauce
- 4e etappe Ronde van Toona

2007
- 7e etappe Ronde van Californië
- 1e etappe McLane Pacific Classic
- Sequoia Cycling Classic
- Garrett Lemire Memorial GP
- 1e etappe Joe Martin Stage Race
- 4e etappe Cascade Classic
- 1e etappe Ronde van Missouri
- 6e etappe Ronde van Missouri

2008
- 1e etappe Ronde van Georgia